# Villa Parkwijck

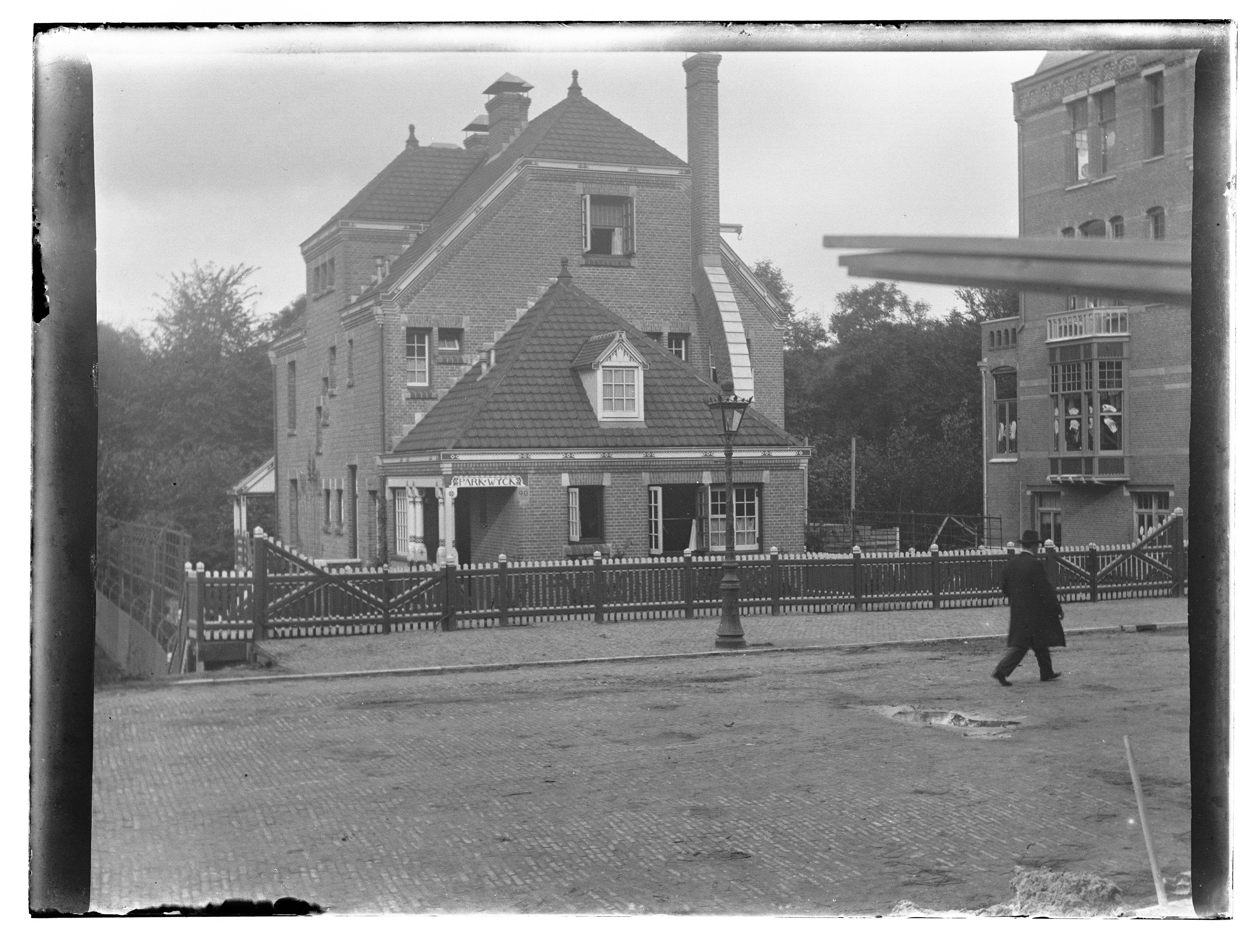
Villa Parkwijck in Amsterdam 1901

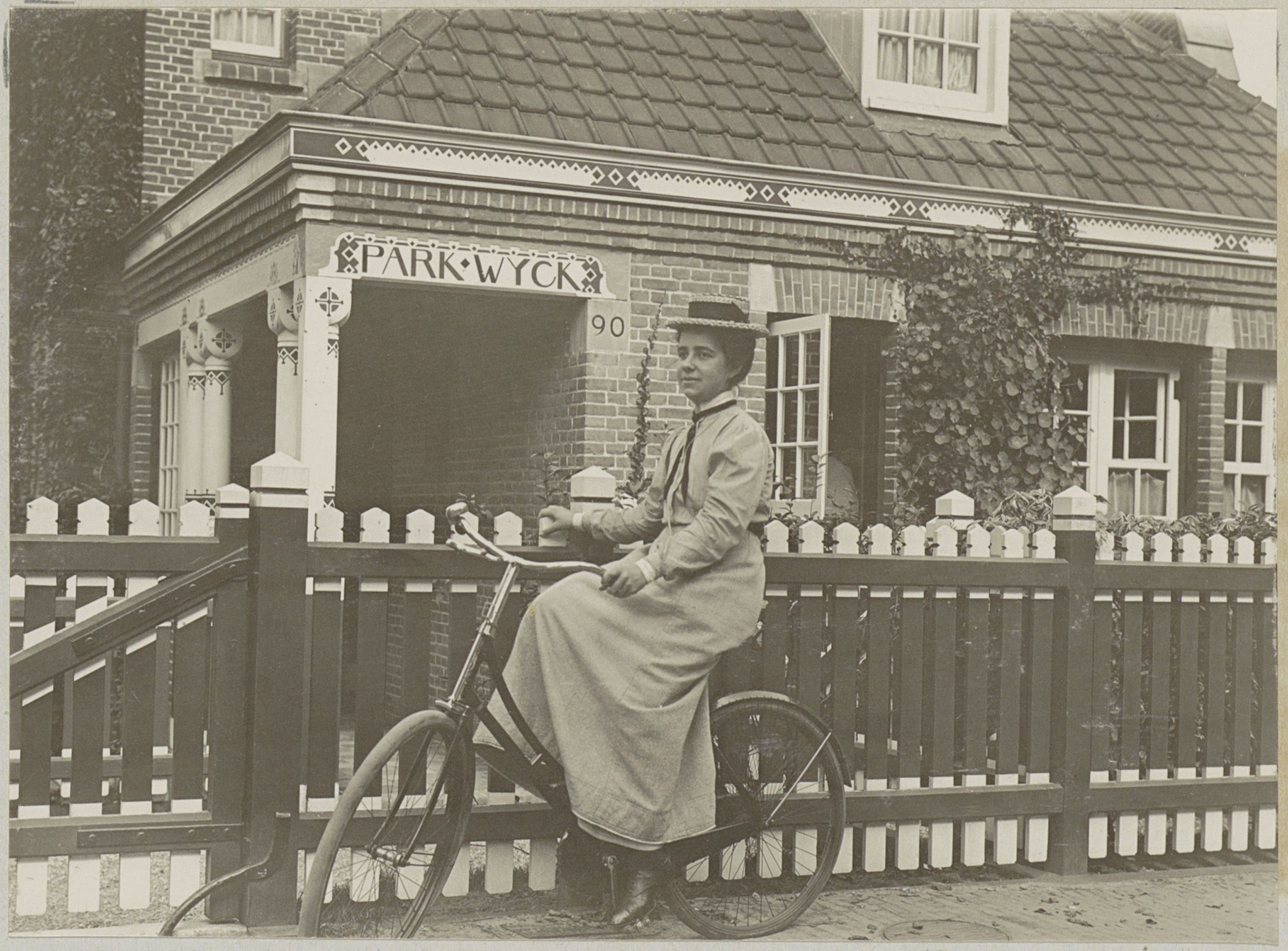
Zijaanzicht Villa Parkwijck in Amsterdam rond 1910, foto Jacob Olie

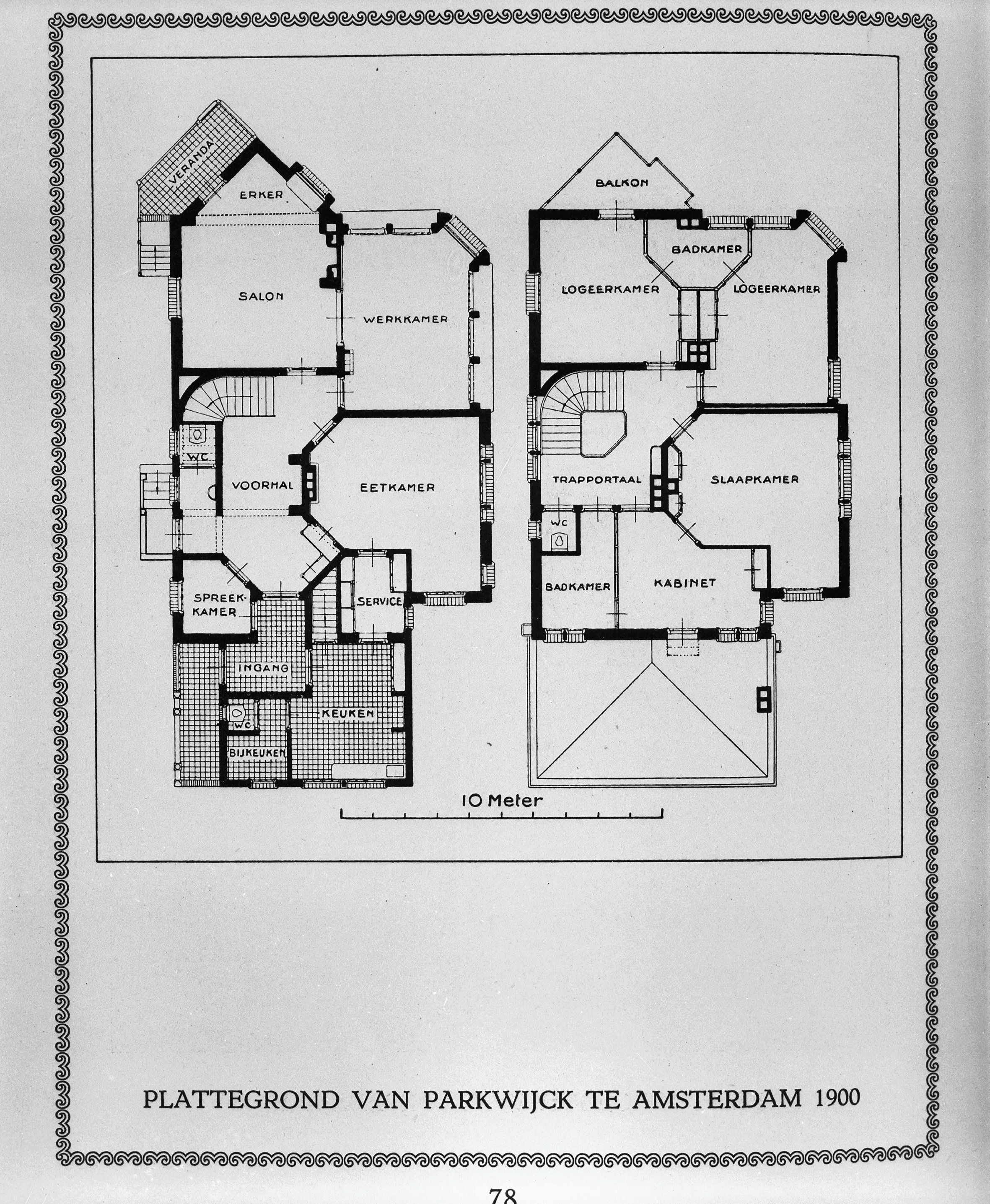
Plattegrond Villa Parkwijck uit boek Dr. H.P. Berlage en zijn werk, K.P.C. De Bazel (et al.); Rotterdam, 1916 ; afb. 78

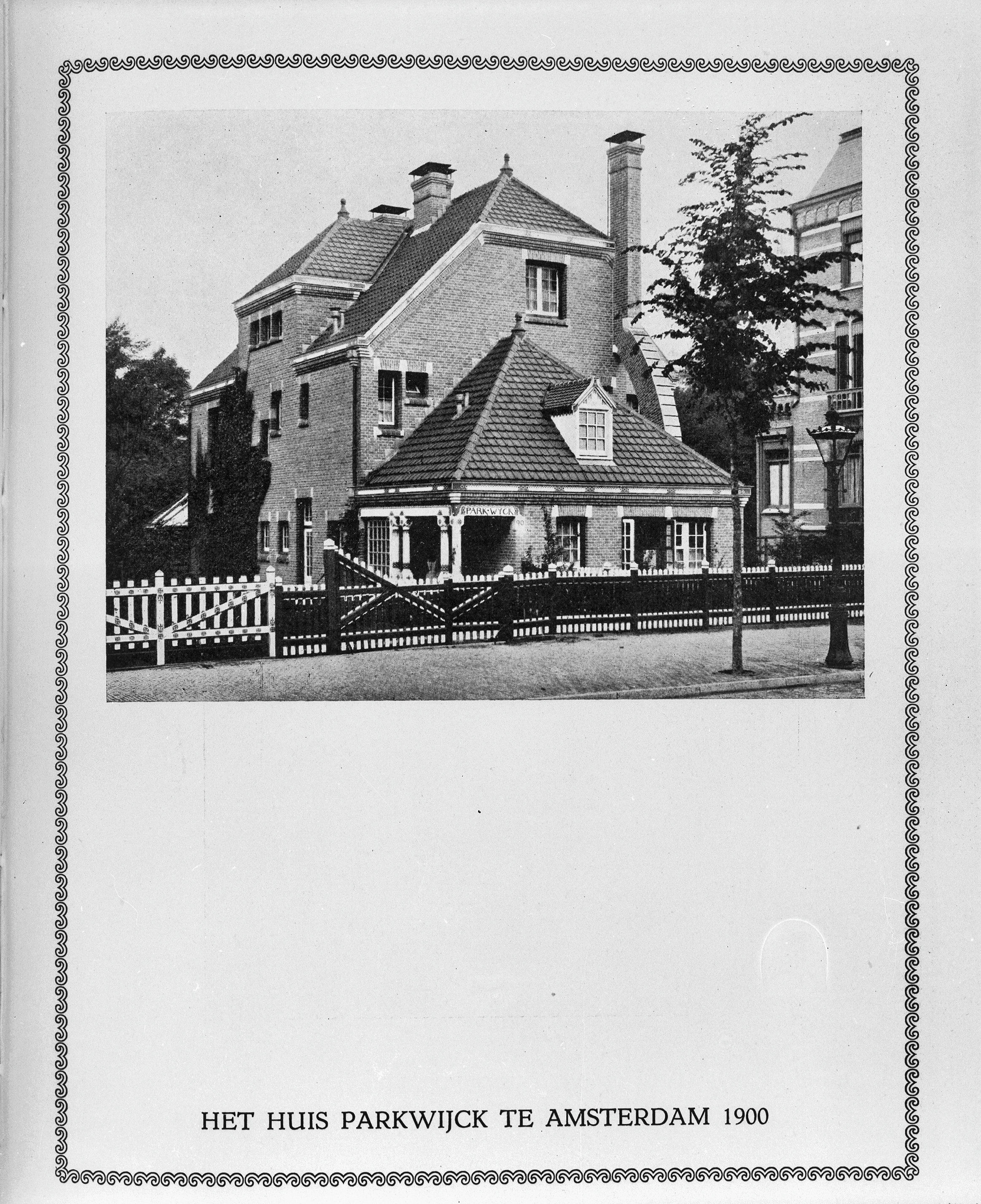
illustratie uit boek Dr. H.P. Berlage en zijn werk, K.P.C. De Bazel (et al.); Rotterdam, 1916 ; afb. 79

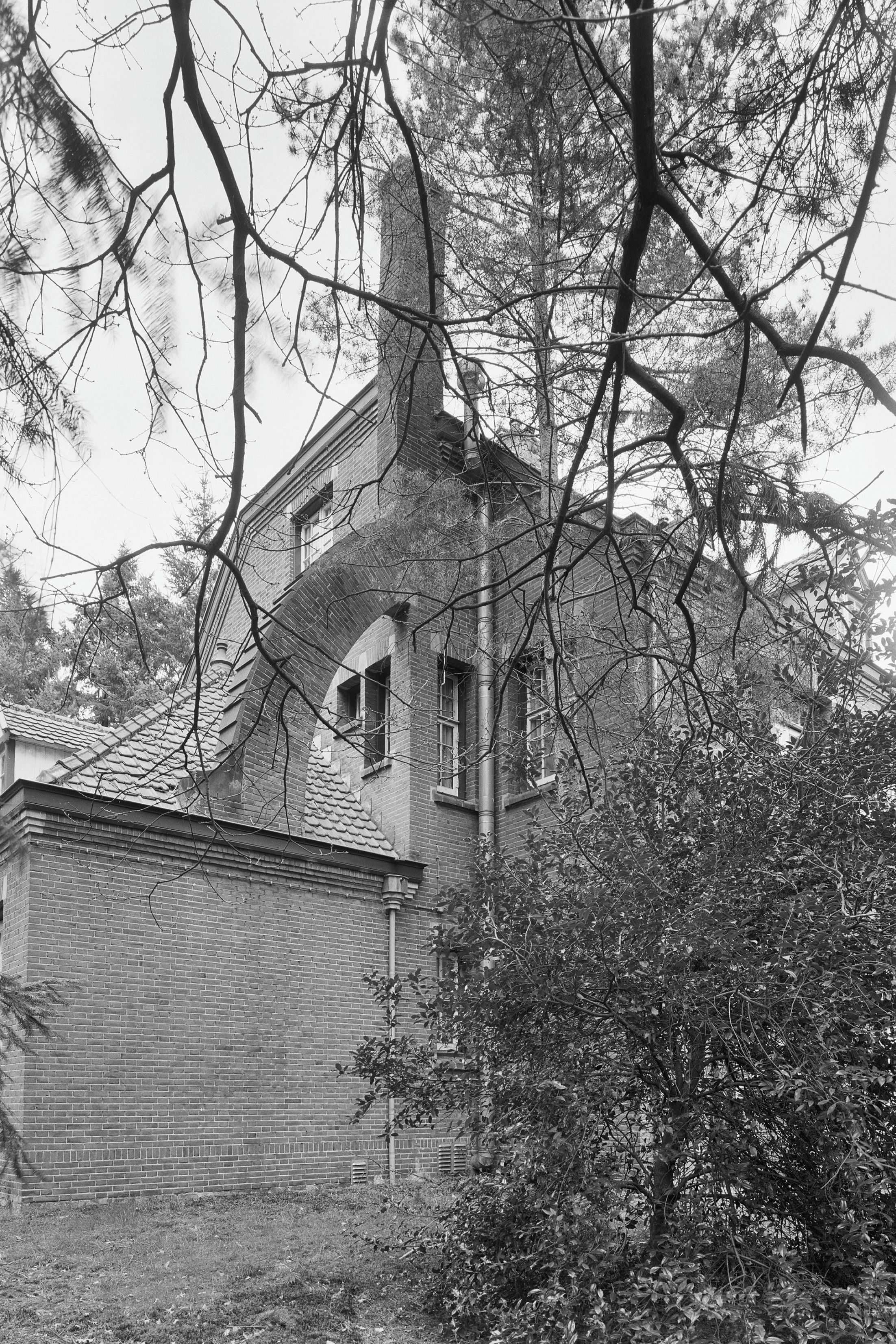
Zijaanzicht met kenmerkende schoorsteen in Bilthoven in 2000

Villa Parkwijck is een landhuis ontworpen door H.P. Berlage in de rationalistische bouwstijl en een rijksmonument dat tegenwoordig gelegen is aan de Soestdijkseweg Noord 319 in Bilthoven in de Nederlandse provincie Utrecht. De villa stond echter oorspronkelijk sinds de bouw in 1901 in Amsterdam aan de rand van het Vondelpark en werd in 1913 steen voor steen afgebroken en herbouwd in Bilthoven in het zelfde jaar.

## Ontwerp en uitvoering in Amsterdam

### Ontwerp
De villa werd oorspronkelijk gebouwd in Amsterdam in een rationalistische bouwstijl aan de Van Eeghenstraat 90 in 1901, aan de zuidzijde van het Amsterdamse Vondelpark. De opdrachtgever was de sociaal bewogen journalist Leo Simons die na zijn verblijf in Engeland hier ging wonen en werken. Hij richtte in 1905 daar de Maatschappij voor Goede en Goedkoope Lectuur op, een uitgeverij die de boeken van de Wereldbibliotheek ging uitgeven ter ontwikkeling van de burger. Hij was bevriend met de architect H.P. Berlage die hij in de pers had gesteund bij zijn ontwerp voor de Beurs van Berlage en voor wie hij actief was als zakelijk bestuurder van 't Binnenhuis. Hoewel Berlage het in die periode heel druk had met veel andere bouwprojecten, was hij bereid om voor zijn vriend op een van de laatste vrije percelen rondom het Vondelpark die Simons had gekocht een huis te ontwerpen. Hij deed dit zoals ook bij veel andere van zijn ontwerpen als totaalproject wat wil zeggen dat hij zowel het exterieur als het interieur ontwierp tot in de kleinste details als bijvoorbeeld het smeedijzeren hang- en sluitwerk en de meubilering en deurkrukken. Ook de complete inrichting van de werkkamer en bibliotheek werd speciaal door hem ontworpen. De benodigde lichtinval die nodig was omdat de kamers niet erg hoog waren op de begane grond werd vergroot door het plaatsen van een aantal horizontaal ingezette ramen boven de boekenkasten in de studeerkamer.

### Kenmerken
Door de opmerkelijke vorm van het rookgat van de schoorsteen, dat wel wat weg had van een handvat kreeg het huis als bijnaam `De Theepot' of 'Het huis met het handvat'. Het gemetselde rookkanaal vormde de verbinding tussen de keuken aan de straatzijde en de schoorsteen van het woongedeelte. De schoorsteen liep vanuit de aanbouw met een boog van metselwerk naar de achtergevel van het hoofdgebouw. Hiervandaan liep hij omhoog tot dezelfde hoogte als de andere schoorstenen in het pand.
Berlage ontwierp het gebouw vanuit de module van een denkbeeldige kubus. Dat deed hij om een natuurlijke harmonie en samenhang tussen de plattegrond en de gevels te verkrijgen. Het huis werd gebouwd met vrijwel vlakke gevels en daarin diepliggende vensters met dorpels van natuursteen. De functie van het gebouw moest duidelijk zichtbaar zijn, het "eerlijke" bouwmateriaal diende ter adstructie daarvan en de versieringen werden enkel gebruikt als ondersteuning van de constructieve elementen. Het aparte ontwerp leidde tot kritiek in vakbladen en de pers - vooral omdat het nogal contrasteerde met de omliggende andere villa's. Ook vond men het vreemd dat de keuken aan de straatzijde was geplaatst. Simons wilde voor zijn werkzaamheden een vrij uitzicht op het Vondelpark hebben en dat was de reden dat het woon/werkgedeelte van het huis aan de kant van het park was gesitueerd. Daardoor was het onvermijdelijk dat de lagere aanbouw met het keukendeel aan de straatkant kwam te liggen.

### Karakteristieken
Het pand had een aantal belangrijke karakteristieken die door Berlage vakkundig moesten worden gerealiseerd omdat het op een licht glooiend perceel was gebouwd. Het hoofdgebouw bezat twee bouwlagen met daarop een zolderverdieping. De aanbouw met daarin het keukendeel was slechts een bouwlaag. Er werd gebruik gemaakt van bakstenen met als toevoeging dorpels en extra accenten in de gevels van natuursteen. De muren werden in drie trapsgewijs gemetselde lagen tegen de dakranden gebouwd. De daklijsten werden versierd met geometrische rood en groene motieven. Diezelfde decoraties werden ook aangebracht op de zuilen van het buitenportiek. Bovenaan dat portiek was de naam van het huis, Parkwijck, in schrijfletters aangebracht. Het dak van het hoofdgebouw was in de vorm van een wolfsdak en bedekt met karakteristieke Tuiles-du-Nord pannen met halve maantjes en de hoekpunten werden voorzien van keramisch pirons. De aanbouw had een driekantig schilddak met dezelfde dakpannen en afwerking.
In de linkergevel bevonden zich drie ramen die geometrisch geplaatst waren zodat ze de trap in het trappenhuis volgden zodat hier voldoende lichtinval was. Door het niveauverschil moest daar de buitenmuur ook hoger worden gemetseld. Hier bevond zich de voordeur die vanwege hetzelfde niveauverschil de bouw van een stenen buitentrap nodig maakte voor de toegang. De toegang tot de aanbouw was een deur die gesitueerd was in een overhuifde buitenportiek.

### Interieur
Via de voordeur kwam men in de hal die Berlage bedoeld had als de centrale ontmoetingsruimte van het huis. Deze ruime hal had geen stucwerk of behang maar bestond uit schoon metselwerk met gele en rode en zwarte geglazuurde en ongeglazuurde ingemetselde bakstenen en tegels als kleuraccenten. Recht tegenover de voordeur was een twee meter hoge speciaal ontworpen schouw aangebracht. Rondom de hal werden de andere vertrekken gesitueerd. - een eetkamer een gecombineerde werkkamer/bibliotheek, een salon en rechts van de voordeur een kleine ontvang/spreekkamer. Het toilet bevond zich onder de opgaande trap. De eetkamer stond in directe verbinding via een korte gang met de keuken in de aanbouw. Aan de linkerkant was er een separate serviceruimte. De salon had een aangebouwde erker die toegang gaf tot de overkapte veranda. Het gehele huis was voorzien van eikenhouten vloeren en balkenplafonds. Ook de lambrisering was van hout en deze liep tot halverwege de kamerhoogte en daarboven was dan weer de bakstenen binnenmuur te zien. Elk woonvertrek had een eigen schouw waarin kachels waren geplaatst. Elke schouw had een eigen origineel ontwerp. Op de eerste verdieping bevond zich een grote slaapkamer met aansluitend een boudoir en een eigen badkamer en twee logeerkamers met een badkamer en kastenvertrek. Op de zolderverdieping waren nog twee slaapkamers en bergruimtes.

## Verplaatsing villa naar Bilthoven

### Herbouw
Lambeek moest voor de herbouw in Bilthoven een fors aantal afwijkingen doorvoeren. De villa kwam daar namelijk niet langer op een hellende maar een vlakke ondergrond te staan wat bouwkundige aanpassingen noodzakelijk maakte. Hierdoor verviel de trapsgewijze opbouw van het gebouw en moest er aan de buitenzijde een trap komen met een verhoogd stenen aanlooppad richting het toegangsportaal. De gehele opbouw werd iets hoger en de plaatsing werd omgedraaid waardoor de woonkeuken niet aan de straatzijde maar aan de achterzijde kwam te liggen en de voorgevel aan de Soestdijkseweg. De hal bleef de spil van de villa hoewel er wijzigingen kwamen in de indeling. De voordeur werd verplaatst naar het toegangsportaal en het toilet bevond zich niet meer onder de trap maar op de plek van de vroegere spreekkamer. Door de hogere heropbouw was het probleem van de lage plafonds opgelost en kende de gehele benedenverdieping nu tachtig centimeter hogere plafonds wat een minder benauwende indruk gaf. De hal zelf werd verbreed maar de vorm bleef ongewijzigd. Ook de accenten van de geglazuurde en ongeglazuurde gekleurde bakstenen en tegels werden weer aangebracht in de muren. Wel werden de muren nu niet meer in baksteen gehouden maar werden ze voorzien van een witte stuclaag en kwamen er glas-in-loodramen.
Op de benedenverdieping werd de leefruimte doorgebroken waardoor er een kamer-en-suite kwam en de ruimte ook door de extra hoogte minder hokkerig werden. De eetkamer werd achterkamer en kreegt een serre die vanuit de tuin toegankelijk was. Op de serre bevond zich een balkon die aansloot bij een van de slaapkamers op de eerste verdieping. De woonkamer werd ingericht op de plek van de vroegere werkkamer en ook deze werd voorzien van een serre. De liggende ramen erin werden vervangen door één groot raam. De oorspronkelijke salon werd een muziekkamer en daar is de serre die er in Amsterdam aan vast zat niet herbouwd. Door het verhoogde plafond werd het ook mogelijk om door het plaatsen van bovenramen op de begane grond de lichtinval te verbeteren. Ook in alle leefruimten werd het metselwerk nu bedekt door een witte stuclaag. Twee van de originele bewerkte schouwen werden met het originele tegeltableau herplaatst en twee nieuwe die enigszins afwijken zijn er bij geplaatst. Een van de originele schouwen staat in de muziekkamer. Deze draagt nog het monogram van de oorspronkelijke eigenaar en zijn vrouw, L(eo) S(imons) M(initiaal voornaam echtgenote). Binnen werden de oorspronkelijke eikenhouten vloeren vervangen door geverfde stenen vloeren. Door al deze wijzigingen werd het huis comfortabeler en is het wat spartaanse karakter van het oorspronkelijke ontwerp verdwenen. Op de eerste verdieping is alles vrij identiek gebleven maar werd er een badkamer minder gerealiseerd omdat daar een nieuw balkon kwam.
Aan de buitenzijde is het beeld van de noord- en oostzijde vrijwel identiek gebleven. Gewijzigd zijn enkel de nieuwe plek van de voordeur en de nieuwe stenen trap naar het ingangsportiek. Aan de oostgevel is de serre aan de oorspronkelijke salon niet teruggekomen en is er een nieuwe serre met balkon en zijn er verhoogde ramen. De zuidgevel heeft nu één groot raam in plaats van de drie oorspronkelijke ramen van de oude bibliotheek en er is een nieuwe erker met balkon. Het oorspronkelijke huis was geheel onderkelderd maar op de nieuwe locatie is er enkel een kelder onder de aanbouw. Bovendien zijn er bij de herbouw spouwmuren geplaatst, iets wat toen het huis voor de eerste keer was opgetrokken nog niet werd toegepast. Qua exterieur en interieur is de Berlage signatuur echter behouden gebleven. Ook de oorspronkelijke geometrische motieven in rood en groen tegen de dakranden en aan de zuilen van het buitenportiek zijn teruggeplaatst.

### Bewoners en restauratie
Nadat het huis af was probeerde Lambeek het te verkopen maar dat bleek ondanks veel publiciteit vanwege het bijzondere karakter van het herplaatsen van een beroemde villa van een beroemde bouwmeester toch niet eenvoudig. Hij adverteerde maar de verkoop lukte aanvankelijk niet, zodat hij in de zomer van 1915 in arren moede de villa "voor de zomermaanden voor ƒ1.500,- te huur" aanbood. Wie uiteindelijk de villa bewoonde(n) is onhelder in die jaren maar na enkele jaren was hij in bezit gekomen van de hoogleraar en theoloog Pierre Daniel Chantepie de la Saussaye die er van 1919 tot zijn overlijden in april 1920 zou wonen en er een rustiek prieel in de voortuin liet plaatsen. In 1921 komt het huis in bezit van W. van der Muelen die van het bijgebouw een garage maakt en er met zijn gezin met zes kinderen gaat wonen. In 1941 wordt het huis verkocht aan een Rotterdamse pianohandelaar, Marinus Quispel, die het huis bewoont met zijn vrouw en twee dochters. Hij laat centrale verwarming aanleggen. In 1943 verlaten zij het pand tijdelijk en keren er na de oorlog weer terug. Uiteindelijk overlijdt het echtpaar en blijft hun jongste dochter tot haar overlijden in 2004  met haar huishoudster daar wonen. In 2001 wordt de villa geregistreerd als rijksmonument. In 2004 wordt de villa verkocht aan een nieuw gezin dat het huis een grondige restauratie doet ondergaan met herstel van de oorspronkelijke situatie van de herbouw. Latere toevoegingen er aan verdwijnen en het huis wordt door het kappen van de dennenbomen die het terrein hadden overwoekerd weer toegankelijker. Het gehele dak wordt vervangen, de spanten en de pannen en de originele dakpannen worden nieuw herplaatst. Een oorspronkelijk Amsterdams element is tevens teruggekomen - het raam in de achtergevel naast de aanbouw. Er komt een tweede dakkapel aan de zuidzijde en de bijkeuken wordt bij de keuken getrokken en deze wordt gerenoveerd en aangepast met behoud van de originele houten servieskasten. Boven wordt de badkamer vergroot. De originele decoratie met geometrische motieven op houtwerk aan de buitenzijde wordt weer aangebracht met behulp van de oorspronkelijke ontwerptekeningen die aanwezig waren in het NAI te Rotterdam. Ook de benaming van het huis in de originele belettering en kleuren is weer aangebracht op de oorspronkelijke plek.